# Юрдан Трифонов
Юрдан Трифонов Цветков е български филолог, доктор хонорис кауза по славянска филология на Софийския университет (1939), литературен историк и историк, академик.

## Биография
Роден през 1864 година в Плевен, където учи в местното килийно и класно училище. Няколко години след Освобождението (1880 г.) продължава образованието си в Петропавловската семинария в Лясковец, където негови преподаватели са Трайко Китанчев и Васил Друмев. След завършване на семинарията (1885 г.) е учител в Търновската мъжка гимназия, където преподава български език и литература, българска история и логика до 1890 г. По същото време започва усърдно да се занимава с книжовна дейност, но не дава трудовете си за печат. През 1890 г. продължава образованието си във Висшето училище в София, като следва и завършва славянска филология и история. След това отново е учител в Първа софийска мъжка гимназия, девическото училище „Мария Луиза“ и във Военното училище. За да може да работи в областта на историята на българския език и литература, както и да може да изследва някои страни от старата българска история, Юрдан Трифонов нееднократно отклонява предлаганите му от Министерството на народното просвещение високи академични длъжности. През 1926 г. напуска учителстването и се отдава изцяло на научна работа. От 1906 г. е действителен член на Българското книжовно дружество (дн. Българска академия на науките), секретар (1923 – 1931) и председател (1936 – 1938) на Историко-филологическия клон на БАН. Почетен доктор на Софийския университет (1939). Умира през 1949 година.
Жени се за Иванка Гъбенска. Имат двама сина: Трифон (роден през 1895 г.) и Иван (роден на 31 октомври (ст. ст.) 1897 г. в София). Трифон става офицер в Българската войска, впоследствие се издига до генерал и началник на Щаба на войската, през 1945 г. е убит от т. нар. „Народен съд“. Иван завършва Първа софийска мъжка гимназия – полукласически отдел, през 1916 г. Следва химия в Софийския университет от 1919 до 1922 г.; през уч. 1929/30 г. е поканен на научни занятия в Kaiser Wilhelm-Institut für Kohlenforschung в Бреслау, Германия (дн Вроцлав, Полша). Преподава в Софийския университет: асистент от 9 март 1922 г.; редовен доцент от 21 април 1925 г.; извънреден професор от 7 юни 1930 г.; редовен професор от 20 декември 1935 г.; избран е за декан на Физико-математическия факултет през учебната 1935/36 г. Един от основателите на Висшето техническо училище в София през 1942 г.
С упорит труд и любов към науката, без да има възможност поради оскъдни материални средства да школува вън от страната, Юрдан Трифонов изучава класическите езици и се занимава с въпроси от българската история, литература и език, от теорията на словесността и логиката.
Ю. Трифонов написва към 30 научни труда по езикови и литературни въпроси и исторически проблеми, в чийто брой не се включват многото му рецензии на исторически, езиковедски и литературни трудове от български автори, статии и др. По-важните му изследвания са: „Пространните жития на Кирила и Методия като исторически паметници“, „Константин философ /Св. Кирил/ като царски пратеник при сарацини и хазари“, „Началото на Второто българско царство в нашите истории от втората половина на XVIII в.“, „Кога са написани Учителното евангелие на епископа Константина и беседата на Козма Презвитера“, „Спомените на П. Р. Славейков за първото му затваряне и за първата му песен против гръцките владици“, „Иван Вазов. Живот, произведения и възгледи“, „Беседата на Козма Презвитер и нейният автор“, „Йоан Екзарх български и неговото описание на човешкото тяло“, „Васил Друмев – Климент Браницки и Търновски – дейност и характер“ и др.
Като се опира на фактически издирвания и съпоставки, Юрдан Трифонов допринася за изясняването на някои проблеми от старата българска културна история и се ползва с авторитет и известност между българските и чуждестранните учени. Той взима активно участие в живота и дейността на разни културно-просветни и други дружества, читалища и институти – Икономическото, Филологическото и Историческото дружество, Съюза на писателите, учителите и художниците.
Архивните му материали са изпълнени със стенографски сигли и знаци, което е причина някои от тях да останат неразчетени.

## Семейство
Академик Юрдан Трифонов е баща на генерал-майор Трифон Трифонов и на професор Иван Трифонов.

## Памет
На академик Йордан Трифонов е наречена улица в квартал „Студентски град“ в София (Карта).